# Reinhold Haberlandt
Reinhold Haberlandt (* 29. Juli 1936 in Tangermünde; † 18. Dezember 2019   in Leipzig) war ein deutscher Physiker. 

## Leben und Wirken
Reinhold Haberlandt war der Sohn des Diplom-Kaufmanns Reinhold Haberlandt und seiner Ehefrau Ilse geborene Fricke. Er hatte drei Brüder und eine Schwester. Nach dem Besuch der Volks- und Grundschule Tangermünde von 1942 bis 1950 folgte bis zum Abitur von 1950 bis 1954 die Oberschule „Hinrich Brunsberg“ (heute Sekundarschule).
1954 begann er das Studium der Physik an der Martin-Luther-Universität Halle-Wittenberg, zunächst auf Lehramt, ab 1956 aber mit dem Ziel Diplom-Physiker. Seine Lehrer waren hier unter anderem für Mathematik Wolfgang Engel, Herbert Grötzsch und Hans Schubert, für Physik Wilhelm Messerschmidt, Günther Mönch, Gerhard Becherer und Heinz Bethge sowie für physikalische Chemie Horst Sackmann. Sein Diplom erhielt er 1959 für die Arbeit „Quantitative Bestimmung eines Eigenspannungszustandes“ bei Max Hieke am Institut für Theoretische Physik.
Von 1959 bis 1991 war er in verschiedenen Positionen in den Leipziger Einrichtungen der Deutschen Akademie der Wissenschaften zu Berlin bzw. der Akademie der Wissenschaften der DDR beschäftigt. 1965 wurde er mit der Dissertation „Allgemeine Quantenstatistik fast klassischer Systeme mit Anwendungen auf gehemmte Rotatoren in Molekülkristallen und auf die Zustandsgleichung realer Gase“ am Institut für theoretische Physik der Universität Leipzig bei Günter Vojta promoviert.
Von 1967 bis 1969 war er Wissenschaftlicher Arbeitsleiter der Arbeitsstelle für Statistische Physik. Als 1970 das Zentralinstitut für Isotopen- und Strahlenforschung gegründet wurde, übernahm er die Leitung des Bereiches „Statistische und chemische Physik“. Seine Arbeitsgebiete waren, wie zuvor, die Statistik irreversibler Prozesse, Molekulardynamik und Computersimulation von Vielteilchensystemen.
Bei einer Umstrukturierung des Instituts 1980 wurde er Leiter des größeren Bereiches „Isotopenforschung“, der seinen früheren Bereich nur noch als Abteilung enthielt. Wegen der nun zahlreicheren administrativen Aufgaben trat sein früheres Forschungsgebiet jetzt etwas in den Hintergrund.
1972 wurde Haberlandt Honorardozent und 1979 Honorarprofessor für theoretische Physik an der Universität Leipzig, nachdem er 1976 Promotion B mit der Arbeit „Statistische Theorie irreversibler Prozesse mit Anwendungen auf chemische Reaktionen“ erlangt hatte (1991 in Dr. habil. gewandelt). Er betreute die Arbeiten zahlreicher Diplomanden, Doktoranden und Habilitanden, darunter 1977/78 die Diplomarbeit von Angela Kasner, der späteren Bundeskanzlerin Angela Merkel.
Nach der Auflösung des Instituts für Isotopen- und Strahlenforschung zum 31. Dezember 1990 führte er seine Arbeit in einer WIP-Arbeitsgruppe „Statistische Theorie von Nichtgleichgewichtsprozessen“ fort, bevor er 1994 Abteilungsleiter (Sprecher) MDC (Molecule dynamics and computersimulation) am Institut für Theoretische Physik der Universität Leipzig wurde. Nach Erreichen des Ruhestandes 2001 wirkte er noch in verschiedenen DFG-Projekten der Deutschen Forschungsgemeinschaft mit.

## Schriften (Auswahl)
Bücher
- R. Haberlandt, S. Fritzsche, G. Peinel, K. Heinzinger: Molekulardynamik. Grundlagen und Anwendungen. Vieweg 1995, ISBN 3-528-06429-3
- J. Kärger, P. Heitjans, R. Haberlandt: Diffusion in Condensed Matter. Vieweg 1998, ISBN 978-3-528-06910-0
- R. Haberlandt, D. Michel, A. Pöppl, R. Stannarius: Molecules in Interaction with Surfaces and Interfaces. Springer 2004, ISBN 978-3-540-20539-5

Publikationen in Periodika
- R. Haberlandt: Wigner Distribution in Quantum Statistics and Application to Second Virial Coefficients. In: Physics Letters 8 (1964), 172–175 (PDF)
- R. Der, R. Haberlandt: Quantum-Statistical Equation of Motion for Nonequilibrium Processes, In: Physics Letters 49A (1974), 157–158 (PDF)
- R. Haberlandt: Zur quantenstatistischen Behandlung chemischer Reaktionen, In: Nova acta Leopoldina NF 49 (1979) Nr. 233, S. 27–46
- R. Haberlandt, G. Christoph: Theorie der Isotopenaustauschgleichgewichte in geologischen Systemen, Z. Geol. Wiss. 13 (1985), 583–586
- R. Haberlandt: Verallgemeinerte Mastergleichungen und Fokker-Planck-Gleichungen für Prozesse in inhomogenen Systemen weitab vom Gleichgewicht, In: Ann. d. Physik 43 (1986), 213–224
- S. Fritzsche, R. Haberlandt, J. Kärger, H. Pfeifer, M. Wolfsberg: Molecular-Dynamics Consideration of the Mutual Thermalization of Guest Molecules in Zeolites. In: Chemical Physics Letters 171(1990), S. 109–113 (PDF)
  - Eine Liste der Haberlandtschen Veröffentlichungen enthält 114 Titel.[3]